# La Nuit du destin
Ne doit pas être confondu avec La Nuit sacrée.
Pour la fête musulmane appelée Nuit du destin, voir Laylat al-Qadr.
Pour plus de détails, voir Fiche technique et Distribution.
La Nuit du destin est un film français réalisé par Abdelkrim Bahloul, sorti en 1997.
Produit par Djafar Djaafari, ce film porte sur le thème de l'Islam en France. Il a obtenu deux All Africa Films Awards (prix du meilleur réalisateur et du meilleur film) au Festival panafricain de Johannesbourg en 1998.

## Fiche technique
- Titre : La Nuit du destin
- Réalisation : Abdelkrim Bahloul
- Scénario : Abdelkrim Bahloul, Pascal Bonitzer, Neïla Chekkat
- Photographie : Jean-Luc Rigaut
- Montage : Jacques Witta
- Musique : Jean-Claude Petit
- Décors : Judith Siboni
- Costumes : Anne Ducoulombier
- Direction artistique : Kim Doan
- Casting : Serge Anziano
- Production : Djafar Djaafari
- Société de production : Les Films sur la place
- Distributeur : ArtMattan Productions, K Films
- Pays d'origine :  France
- Langue : français
- Format : couleur — 35 mm — 2,35:1 — Son : Dolby
- Genre : policier, thriller
- Durée : 95 minutes (1 h 35)
- Dates de sortie :
  -  Belgique : septembre 1997 (Festival international du film francophone de Namur)
  -  Égypte : décembre 1997 (Festival international du film du Caire)
  -  France : 5 mai 1999

## Distribution
- Philippe Volter : L'inspecteur Leclerc
- Boris Terral : Alilou
- Gamil Ratib : Monsieur Slimani
- Marie-José Nat : Madame Slimani
- Gilles Gleizes: Le témoin
- Sonia Mankaï : Noria
- Abbès Zahmani :
- Philippe Dormoy : Lucien Morier
- Abdelkader Daho :
- Émilie Altmayer : Yamina Slimani
- Sandra Cuguillère :
- Julien Drach : le frère de Noria
- Simon Eine : Le rédacteur
- Émilie-Natacha Goudal : Myriem Slimani
- Emmanuelle Laforge : Le journaliste
- Serge Maillat : Bernard Yolen
- Olivier Marré : Le coursier
- Jean-Pierre Moncinovic : Nabil Slimani

## Distinctions

### Récompenses
- 1998 : Festival panafricain de Johannesbourg : All Africa Films Award du meilleur film et du meilleur réalisateur

### Sélections
- Septembre 1997 : Festival international du film francophone de Namur,  Belgique
- Décembre 1997 : Festival international du film du Caire,  Égypte